# Международный день пива
Международный день пива (англ. International Beer Day) — ежегодный праздник, проходящий в первую пятницу августа. Основатель — владелец бара Джесси Авшаломов (англ. Jesse Avshalomov), который выбрал начало августа в связи с летней погодой и отдалённостью от других пивных праздников.
Первый день пива состоялся в 2007 году в городе Санта-Круз, штат Калифорния, США. К 2011 году он превратился из местечкового фестиваля в международный праздник, отмечаемый в 138 городах 23 стран, к 2012 году праздник отмечался уже в 207 городах 50 стран на 5 континентах. К 2023 году праздник охватил 210 городов в 60 странах на 6 континентах.
Декларируемые цели:
1. Собираться с друзьями и наслаждаться вкусом пива;
2. Поздравлять тех, кто ответственен за изготовление и подачу пива;
3. Объединять мир под знаменем пива, отмечая этот день всеми нациями в один день[7].

В день праздника его участники угощают друг друга пивом и пробуют напитки, сваренные по рецептам разных культур, подчёркивая международный характер события. Кроме того, неотъемлемой частью этого фестиваля зачастую являются дегустация новых или редких сортов пива, «счастливый час» в течение всего вечера, различные викторины и игры, особенно пиво-понг.
В 2013 году Международный день пива отмечался, помимо США, в Армении, Австралии, Австрии, Бельгии, Бразилии, Казахстане, Канаде, Колумбии, Коста-Рике, Сальвадоре, Великобритании, Франции, Греции, Гондурасе, Гонконге, Венгрии, Индии, Ирландии, Израиле, Италии, Японии, Латвии, Ливане, Литве, Македонии, Малайзии, Мексике, Молдавии, Новой Зеландии, Никарагуа, Норвегии, Перу, Польше, Португалии, Пуэрто-Рико, Румынии, Сингапуре, Словакии, Словении, ЮАР, Испании, Шри-Ланке, Швеции, Таиланде, Турции, Уганде, ОАЭ, Уругвае и Венесуэле, на Филиппинах, Украине, в России и Вануату.
В некоторых странах отмечаются национальные праздники, связанные с употреблением пива. В Германии «День немецкого пива» отмечается ежегодно 23 апреля, а в Соединённом Королевстве «Национальный день пива» — 15 июня.
С момента первого праздника в 2007 году по 2012 год дата Дня пива была фиксированной — 5 августа, но после этого она стала «плавающей» — первая пятница августа.